# 怒号
| ウィキペディアには「怒号」という見出しの百科事典記事はありません（タイトルに「怒号」を含むページの一覧/「怒号」で始まるページの一覧）。 代わりにウィクショナリーのページ「怒号」が役に立つかもしれません。 |